# Faustin-Archange Touadéra
Faustin-Archange Touadéra (Bangui, 21 de abril de 1957) es un político centroafricano, actual presidente de la República Centroafricana tras ganar las elecciones de febrero de 2016. En estas se impuso con un 62,7% de los sufragios a su contrincante Anicet-Georges Dologuélé. Anteriormente ocupó el cargo de Primer ministro de la República Centroafricana desde el 22 de enero de 2008 hasta el 17 de enero de 2013. Antes fue rector de la Universidad de Bangui.

## Carrera política

### Primer ministro
Toudéra fue nombrado primer ministro por el presidente François Bozizé el 22 de enero, después de la destitución de Élie Doté. Nombró a su gobierno, compuesto por 29 miembros, el 28 de enero. Un año después, el presidente Bozizé disolvió el gobierno de Touadéra para intentar crear un nuevo gobierno de unidad nacional, en el marco de un proceso de diálogo iniciado en diciembre de 2008. Sin embargo, Touadéra siguió contando con la confianza del presidente, liderando el nuevo gobierno formado por 31 ministros, incluidos antiguos opositores al régimen.
A finales de 2012 se desató de nuevo un conflicto entre el gobierno y los rebeldes que acusaban al presidente Bozizé de incumplir los acuerdos de paz tras la guerra civil que concluyó en 2007. Un mes después y tras los avances de los rebeldes en sus ofensivas llegando cerca de la capital el presidente aceptó negociar un nuevo acuerdo de paz. En virtud de ese acuerdo nombró un nuevo primer ministro, Nicolas Tiangaye, designado por la oposición, destituyendo de esta forma a Touadéra.

### Presidente de la nación
Touadéra se presentó como candidato en las elecciones presidenciales de diciembre de 2015 a febrero de 2016. Tras terminar segundo en la primera vuelta electoral, recibió el apoyo de la mayoría de los candidatos derrotados para la segunda vuelta, ganándola con el 62% de los votos. Prestó juramento el 30 de marzo de 2016. Hablando en esa ocasión, prometió buscar el desarme y "hacer de la República Centroafricana un país unido, un país de paz, un país que enfrenta el desarrollo". Nombró a Simplice Sarandji como primer ministro el 2 de abril de 2016 Sarandji fue director de campaña de Touadéra durante las elecciones y jefe de personal de Touadéra durante su tiempo como primer ministro.
Después de que asumió el cargo, Francia confirmó que pondrá fin a su intervención militar en la República Centroafricana. Francia tenía alrededor de 2.500 soldados desplegados en el país como parte de la Operación Sangaris, apoyando a unos 10.000 Naciones Unidas fuerzas de mantenimiento de la paz. Sin el apoyo de Francia, Touadéra ahora enfrenta el desafío inmediato de mantener la seguridad en las principales ciudades.
La República Centroafricana experimentó una caída del 36% en su producto interno bruto en 2013. [cita requerida]La economía ha crecido lentamente desde entonces, pero el sector agrícola, el principal contribuyente al PIB>
Según los informes, el equipo de seguridad personal de Faustin-Archange Touadera está compuesto por miembros del Grupo Wagner ruso.

## Vida personal
Toudéra se licenció en 1986 como doctor en matemáticas por la universidad de Lille, Francia. Está casado con Brigitte Touadéra y Marguerite "Tina" Touadéra. Ambas mujeres habrían estado compitiendo por el título de primera dama de la República Centroafricana entre bastidores. Faustin-Archange Touadéra tiene tres hijos.